# Earliella scabrosa
Earliella là một chi nấm thuộc họ Polyporaceae. Là một chi đơn loài, nó chứa loài duy nhất Earliella scabrosa.